# Charlie Deacey
Charles Deacey (6 tháng 10 năm 1889 – 1952) là một cầu thủ bóng đá người Anh thi đấu ở vị trí trung vệ.